# Junta de Legados de los Pueblos
La Junta de Legados de los Pueblos gobernó Costa Rica entre el 12 de noviembre y el 1 de diciembre de 1821 y fue el primer cuerpo de gobierno autónomo de la recién independiente Costa Rica. Tuvo sede en Cartago y fue presidida por el presbítero Nicolás Carrillo y Aguirre, ejerciendo interinamente el poder en Costa Rica en todas las ramas; Ejecutivo, Legislativo, Judicial, Electoral y Constituyente.
El 31 de octubre de 1821 el Ayuntamiento de Cartago que ejercía como capital de facto del país invitó a las distintas poblaciones del territorio del Partido de Costa Rica a enviar legados a la ciudad para decidir el destino de la joven nación.
La Junta decide separar a Costa Rica de la Diputación de Costa Rica y Nicaragua y redacta el Pacto Social Fundamental Interino, más conocido como Pacto de Concordia, considerado la primera constitución del país. Tras esto se crea una Junta Superior Gubernativa cuyo presidente rotaría en cada una de las cuatro ciudades constituyentes de Costa Rica; San José, Cartago, Heredia y Alajuela y cambiaría de presidente cada tres meses. 
La discusión entre los imperialistas deseosos de anexar el país al Primer Imperio Mexicano de Agustín de Iturbide y que eran mayoría en Cartago y Heredia y los republicanos que buscaban la plena independencia y que predominaban en San José y Alajuela, llevó al final de este sistema de gobierno y al estallido de la guerra de Ochomogo.